# Грозненский район
Гро́зненский район (чечен. Соьлжа-ГӀалин кӀошт) — административно-территориальная единица и муниципальное образование (муниципальный район) в составе Чеченской Республики Российской Федерации.
Административный центр — село Толстой-Юрт.
При этом администрация муниципального района находилась в станице Горячеисточненской, а 21 июня 2021 года административный центр Грозненского муниципального района перенесён в село Толстой-Юрт.

## География
Район находится в центральной части Чеченской Республики.
Природно-климатические и экономические условия позволяют полностью обеспечить потребности населения муниципального образования сельскохозяйственной продукцией: зерном, овощами, фруктами, ягодами, животноводческими продуктами мясомолочного направления.
С 1 января 2020 году, после вступления в силу закона № 41-РЗ произошли изменения границ Чеченской Республики.
Район граничит с Республикой Ингушетия, с городами Грозный и Аргун (от Юго-запада до севера, от севера до юго-востока «полумесяцем» вокруг города Грозного, на юго-востоке с города Аргун), на юго-западе с Урус-Мартановским, Ачхой-Мартановским, на западе с Серноводским, на северо-западе с Надтеречным, на севере с Наурским, Шелковским и на востоке с Гудермесским районами.
Протяженность района с севера на юг составляет — 18 км, с запада на восток — 74 км, с севера на юго-восток — 30 км, с севера на юго-запад — 43 км.
Площадь территории района составляет 1236,26 км² (до 1 января 2020 года — 1480,43 км²).

### Рельеф
В границах района расположены низкие антиклинальные хребты Терско-Сунженской возвышенности с синклинальной Алханчуртской долиной, Андреевской долиной, орографически изолированные Надтеречные равнины, долины рек Терек, Сунжа и Аргун.
Северная часть района представлена восточными окончаниями Надтеречной равнины и Терского хребта. Слабонаклоненная к северу Надтеречная равнина, включающая серию древних и современных террас р. Терек имеет высотные отметки от 170 м на юго-западе до 53,6 м на северо-востоке. Ширина равнины 5-10 км. На юге равнина переходит в северные склоны Терского хребта, достигающего в пределах района высоты около 460 м (вершины Ястребиная, Хаян-Корт), круты и изрезаны. Наибольшей изрезанностью отличается Брагунский хребет близ вершины Карах (336 м), где имеется множество балок и суходолов. Южные склоны Терского хребта также крутые, но короткие. Они расчленены балками, узкими у вершин и значительно расширяющимися книзу.
Расположенная ещё южнее Алханчуртская долина имеет общий уклон на восток и расширяется до 9-10 км в этом направлении. Высота дна долины здесь в пределах 175—200 м. Поверхность её слабоволнистая.
Сунженский хребет имеет волнисто-холмистый характер, с небольшими балками, котловинами и ложбинами.
Между северным крылом Сунженского хребта и его южным ответвлением — Ермоловским хребтом — находится плоское выровненное понижение — Андреевская долина.
В целом рельеф района малорасчлененный; характеризуется широким развитием равнинных форм и небольшими перепадами абсолютных высот.

### Геологическое строение и полезные ископаемые
В геологическом отношении территория района слагается породами четвертичной и неогеновой систем. Равнины и долины выполнены современными континентальными отложениями, хребты и возвышенности. На долинах рек Терека и Сунжи широко представлены четвертичные лёссовидные суглинки желтоватой или светло-коричневой окраски. Терский хребет сложен миоценовыми и плиоценовыми осадочными породами, представленными гипсоносными глинами, железистыми песчаниками, галечниками и конгломератами, прикрытыми сверху шлейфом лёссовидных карбонатных глин и суглинков. Наибольшая мощность лёссовидного шлейфа отмечена в нижних частях склонов и в Алханчуртской долине (20-30 м), а наименьшая на вершинах хребта.

### Почва
Почвенный покров представлен тремя подтипами чернозёмов, генетически близко стоящими к ним каштановыми и отчасти коричневыми почвами и лугово-чернозёмные почвы. Каштановые карбонатные почвы занимают правобережные террасы Терека. Коричневые почвы в основном развиты на севере района, хотя небольшими ареалами обнаруживаются на западе и юго-западе района. Лугово-чернозёмные почвы значительно распространены на юго-востоке района.

### Природа
Природно-климатические и экономические условия позволяют полностью обеспечить потребности населения муниципального образования сельскохозяйственной продукцией: зерном, овощами, фруктами, ягодами, животноводческими продуктами мясомолочного направления.

#### Растительность
По характеру растительности территория района может быть отнесена к зоне равнинных степей (Надтеречная равнина и Алханчуртская долина), степей фрагментами шибляка и по балкам байрачных лесо (Терский и Сунженский хребты) и к зоне вторичных разнотравно-злаковых и луговых степей.
Большая часть территории района покрыта полынно-бородачевыми, злаково-полынными, разнотравно-злаковыми степями, которые находятся на склонах и вершинах Терского и Сунженского хребтов.
На редких участках целинной степи встречаются люцерны, клевера, эспарцеты, невянка обыкновенная, овсянница луговая, трищетинник, тимофеевка степная, ковыли, типчак, тонконог, пион узколистный, василек ложнодонской и др.
На Брагунском хребте, как и на восточном окончании собственно Терского хребта сохранился палиурусовый шибляк на фоне полынно-бородачевой степи. В составе шибляка отмечены христова колючка, боярышник мелколистный, шиповник и барбарис.

#### Животный мир
Виды животных, встречающихся на территории района: олень благородный, косуля европейская, кабан, волк, шакал, лисица, заяц-русак, белка, куропатка серая, фазан. Встречаются также такие редкие исчезающие виды животных, как выдра кавказская, кот лесной, норка европейская, могильник, крот малый, змееяд, скопа, орлан-белохвост, подорлик малый, казарка краснозобая, тювик европейский, пискулька, полоз закавказский.

### Хребты
- Терский хребет
- Сунженский хребет
- Грозненский хребет
- Брагунский хребет

### Реки
- Терек
- Сунжа
- Алханчурт
- Гойта
- Аргун
- Нефтянка
- Гордалинка
- Шаро-Аргун
- Гехи
- Гойчу

### Горы
- Мамышасты — 807 м.
- Нижний Калакорт — 717,6 м.
- Суйракорт — 431,8 м.
- Западный Суйракорт — 274 м.
- Ташкала — 378 м.
- Орлиная — 514,4 м.
- Горагорская — 504,2 м.
- Ачкхита — 513 м.
- Терское — 180,2 м.
- Колодезный — 408,1 м.
- Ястребиная — 459,1 м.
- Карах — 336,2 м.

### Климат
Наиболее засушливый климат бывает на северном склоне Терского хребта, где выпадает за год 432 мм осадков. Максимум их приходится на весну и лето, минимум — на зиму. С подъёмом к водоразделу хребта количество атмосферных осадков должно несколько возрасти. Северная часть района имеет теплый климат и расположена между средними годовыми изотермами 11 и 10 градусов. В центральной части района, или в восточной части Алханчуртской долины, среднегодовое количество атмосферных осадков составляет 442 мм. Среднегодовая температура воздуха 10,4 градусов. Самый холодный месяц январь (-4,0 градусов), самый теплый июль (23,8 градусов). Абсолютный минимум температуры воздуха достигает −33 градуса при среднем из месячных абсолютных минимумов −24 градуса. Летний максимум температуры составляет 42 градуса.

## История
1 августа 1934 года ВЦИК постановил «образовать в Чечено-Ингушской автономной области новый Грозненский район с центром в городе Грозном, включив в его границы:
а) территорию ликвидируемого Петропавловского района в составе селений: Петропавловки, Ильинки, Горячеводской, Первомайской и Старо-Сунженской;
б) селения Бердыкель, Чечен-аул, Новые Алды и Алхан-Кала Урус-Мартановского района;
в) селение Старый Юрт Надтеречного района;
г) селение Новый Юрт Гудермесского района;
д) территорию колхоза „Аргун“, расположенного на землях Грозненского горсовета»
1 января 2020 года из состава Грозненского района исключены территории южных 10 сельских поселений.

## Население
| 1939     | 1959     | 1970     | 1979     | 1989     | 2002     | 2009     | 2010     |
| -------- | -------- | -------- | -------- | -------- | -------- | -------- | -------- |
| 17 898   | ↗34 538  | ↗77 577  | ↗88 489  | ↗100 150 | ↗126 940 | ↗131 938 | ↘118 347 |
| 2012     | 2013     | 2014     | 2015     | 2016     | 2017     | 2018     | 2019     |
| ↗120 491 | ↗121 749 | ↗122 858 | ↗124 936 | ↗127 057 | ↗128 903 | ↗130 905 | ↗132 719 |
| 2020     | 2021     | 2023     | 2024     |          |          |          |          |
| ↘76 808  | ↗84 348  | ↗85 724  | ↗86 700  |          |          |          |          |

### Национальный состав
По итогам переписи населения 2020 года проживали следующие национальности (национальности менее 0,1 % и другое см. в сноске к строке «Другие»):
| Национальность | Численность, чел. | Доля     |
| -------------- | ----------------- | -------- |
| Чеченцы        | 80 471            | 95,40 %  |
| Кумыки         | 3593              | 4,26 %   |
| Русские        | 162               | 0,19 %   |
| Другие         | 122               | 0,15 %   |
| Итого          | 84 348            | 100,00 % |

## Муниципально-территориальное устройство
В Грозненский район входят 15 муниципальных образований со статусом сельских поселений:
| № на карте | Сельское поселение | Административный центр   | Количество населённых пунктов | Население (чел.) | Площадь (км²) |
| ---------- | ------------------ | ------------------------ | ----------------------------- | ---------------- | ------------- |
| 1          | Алхан-Калинское    | с. Алхан-Кала            | 1                             | ↗14 574          | 39,03         |
| 2          | Беркат-Юртовское   | с. Беркат-Юрт            | 1                             | ↗4973            | 2,21          |
| 3          | Виноградненское    | с. Виноградное           | 1                             | ↘3637            | 49,54         |
| 4          | Горячеисточненское | ст-ца Горячеисточненская | 1                             | ↗1930            | 4,40          |
| 5          | Ильиновское        | ст-ца Ильиновская        | 1                             | ↗2054            | 25,66         |
| 6          | Кень-Юртовское     | с. Кень-Юрт              | 1                             | ↗2192            | 92,90         |
| 7          | Октябрьское        | с. Октябрьское           | 2                             | ↗4822            | 93,30         |
| 8          | Первомайское       | ст-ца Первомайская       | 1                             | ↗7011            | 81,45         |
| 9          | Петропавловское    | ст-ца Петропавловская    | 1                             | ↗5836            | 68,99         |
| 10         | Побединское        | с. Побединское           | 8                             | ↗12 945          | 229,71        |
| 11         | Правобережненское  | с. Правобережное         | 2                             | ↗4399            | 57,57         |
| 12         | Пролетарское       | с. Пролетарское          | 3                             | ↗5765            | 65,44         |
| 13         | Терское            | с. Терское               | 1                             | ↗1562            | 54,06         |
| 14         | Толстой-Юртовское  | с. Толстой-Юрт           | 2                             | ↗11 149          | 405,00        |
| 15         | Центора-Юртовское  | с. Центора-Юрт           | 1                             | ↗3851            | 2,62          |

С 2009 до конца 2019 года в районе было 25 муниципальных образований.
1 января 2020 года из состава Грозненского района были исключены территории 10 сельских поселений:
- Пригородненского и Гикаловского (в пользу городского округа город Грозный),
- Комсомольского и Чечен-Аульского (в пользу городского округа город Аргун),
- Старо-Атагинского (в пользу Урус-Мартановского района),
- Куларинского (в пользу Ачхой-Мартановского района),
- Дачу-Борзойского, Лаха-Варандинского, Чишкинского и Ярыш-Мардинского (в пользу Шатойского района)[31].

## Населённые пункты
В Грозненском районе 27 населённых пунктов (все — сельские).
| №  | Населённый пункт   | Тип     | Население | Сельское поселение |
| -- | ------------------ | ------- | --------- | ------------------ |
| 1  | Алхан-Кала         | село    | ↗14 574   | Алхан-Калинское    |
| 2  | Бартхой            | село    | ↗299      | Побединское        |
| 3  | Беркат-Юрт         | село    | ↗4973     | Беркат-Юртовское   |
| 4  | Виноградное        | село    | ↘3637     | Виноградненское    |
| 5  | Газгородок         | село    | ↗1499     | Правобережненское  |
| 6  | Горячеисточненская | станица | ↗1930     | Горячеисточненское |
| 7  | Гунюшки            | посёлок | ↗149      | Побединское        |
| 8  | Долинский          | посёлок | ↘1459     | Побединское        |
| 9  | Дружба             | посёлок | ↘130      | Пролетарское       |
| 10 | Ильиновская        | станица | ↗2054     | Ильиновское        |
| 11 | Кень-Юрт           | село    | ↗2192     | Кень-Юртовское     |
| 12 | Керла-Юрт          | село    | ↗1506     | Побединское        |
| 13 | Красностепновское  | село    | ↗288      | Октябрьское        |
| 14 | Майский            | посёлок | ↘176      | Побединское        |
| 15 | Набережный         | посёлок | ↗172      | Толстой-Юртовское  |
| 16 | Нагорное           | село    | ↘1081     | Побединское        |
| 17 | Октябрьское        | село    | ↗4475     | Октябрьское        |
| 18 | Первомайская       | станица | ↗7011     | Первомайское       |
| 19 | Петропавловская    | станица | ↗5836     | Петропавловское    |
| 20 | Побединское        | село    | ↗4278     | Побединское        |
| 21 | Правобережное      | село    | ↗2269     | Правобережненское  |
| 22 | Пролетарское       | село    | ↗1845     | Пролетарское       |
| 23 | Радужное           | село    | ↗2462     | Побединское        |
| 24 | Садовое            | село    | ↗3575     | Пролетарское       |
| 25 | Терское            | село    | ↗1562     | Терское            |
| 26 | Толстой-Юрт        | село    | ↗10 318   | Толстой-Юртовское  |
| 27 | Центора-Юрт        | село    | ↗3851     | Центора-Юртовское  |

До 1 января 2020 года в районе было 40 населённых пунктов.

## Общая карта
Легенда карты:
| Численность населения населённых пунктов: |                       |
|                                           | 10 000—15 000 жителей |
|                                           | 5000—10 000 жителей   |
|                                           | 1000—5000 жителей     |
|                                           | Менее 500 жителей     |

## Учреждения

#### Общеобразовательные
В районе функционируют 41 образовательных организаций на 22 тысяч обучающих. Организацию работы образовательных учреждений осуществляет Отдел образования.

#### Учреждения Дошкольного образования
На конец 2022 год, в районе функционирует 32 дошкольных учреждений, где воспитывается и обучается 5 794 детей. Организацию работы образовательных учреждений осуществляет Отдел Дошкольного образования.

#### Культура
В культурной отрасли Грозненского района трудятся 250 человек, на 8 муниципальных учреждений культуры.

#### Спортивные объекты
В Грозненском районе 100 спортивных сооружений:
- — Плоскостные спортивные сооружения — 53;
- — Спортивные залы — 25;
- — Сооружения городской инфраструктуры — 20;
- — Спорткомплекс — 2.

Функционирует 4 спортивных школ на 175 работников. В них занимается 5 264 детей и подростков.

## Туризм
В районе расположено 7 объектов культурного наследия:

#### Объекты федерального значения
- Городище «Алханкалинское»
- Городище «Ильиновское»
- Городище «Алханчуртское»

#### Объекты регионального значения
- Братская могила погибших воинов в с. Алхан-Кала.
- Братская могила погибших воинов в ст. Первомайская.
- Братская могила погибших воинов в с. Побединское.
- Братская могила погибших воинов в ст. Петропавловская.

## Экономика

#### Промышленность
Большая часть всех разрабатываемых нефтяных месторождений в республике находятся на территории Грозненского района.

#### Сельское хозяйство
Природные условия Грозненского района благоприятны для земледелия и животноводства. Плодородные почвы и обилие тепла позволяют возделывать в районе самые различные сельскохозяйственные культуры. На территории Грозненского района 365 сельскохозяйственных объектов.
- ООО «Агрофирмы» — 11
- КФХ — 340
- СПК — 14

Площадь сельскохозяйственных угодий составляет — 85577 га:
- Пашни в обработке — 57284 га;
- Пастбища — 22368 га;
- Сенокосы — 2899 га;
- Подлежащие рекультивации и раскорчевке — 2159 га;
- Многолетние насаждения (сады) — 454 га;
- Заняты войсками — 413 га;

#### Малые и средние предприятия
По данным Чеченстата на 1.1.2022 г. на территории Грозненского района находится 1056 (ед.) субъектов малого и среднего предпринимательства и ИП, в том числе:
- Индивидуальные предприниматели — 829 ед.
- Юридические лица — 228 ед.

На 1.1.2022 г. количество субъектов малого и среднего предпринимательства, имеющих собственные объекты в районе — 425.
Из них:
- Объекты оказания услуг населению — 45
- Рестораны, кафе, общественное питание — 23
- АЗС — 18
- НТО АГЗС — 6
- Аптеки — 21
- Магазины — 301
- Кирпичные заводы- 4
- Цеха — 6
- Парники — 1

## Официальные символы
Решением Совета депутатов Грозненского муниципального района № 2 от 30 января 2018 года утверждено Положение о гербе и флаге района. На гербе и флаге изображено поле, составленное из двадцати клиньев — вверху попеременно серебряных и золотых, а внизу чёрных и зелёных, узкое кольцо, переменяющее цвет с чёрного на золото и сопровождённое в каждом из клиньев каплевидной фигурой одного с собою цвета, обращённой острым концом наружу.